# Famille von Knoblauch
La famille von Knoblauch (également Knobelisk, Knoblok, Clebeloke, Clebeloc, Cnobeloc ou Knobloch ) est une ancienne famille noble du centre du Brandebourg, qui appartient à la noblesse du pays de l'Havel et porte probablement le nom du village de Knoblauch (1197-1969) près de Ketzin-sur-l'Havel.

## Histoire
La famille est mentionnée pour la première fois dans un document du 24 décembre 1316 avec la veuve Margarete dicta de Cbeloke. La lignée familiale directe commence avec Fritze von Knobelauch (Fricze von Knoblok, selon la lettre féodale de 1416), mentionnée pour la première fois en 1375 à Pessin. Son fils Sigismund von Knoblauch (Sigmunden von Knoblok) reçoit le Dorff Possin (Pessin) du margrave Frédéric Ier selon la lettre féodale de 1416 en tant qu'héritier féodal. Il devient ainsi l'ancêtre de la famille von Knoblauch zu Pessin, dont l'ère dans certaines parties de Pessin ne se termine qu'en 1932 par une vente aux enchères obligatoire. Avant cela, Arnold von Knoblauch-Lögow meurt à Pessin II et III en 1911, le dernier de sa lignée sans héritier mâle. Le chevalier de Saint-Jean-Guillaume von Knoblauch, sur Pessin V et VI, est décédé en 1943. Ses fils Joachim Friedrich et Alfred von Knoblauch meurent en prison dans les années d'après-guerre.
Outre Pessin, la famille a pu gérer avec succès les domaines du pays de l'Havel Ferchesar I et IV ainsi que Buschow I et II pendant plusieurs siècles, en grande partie jusqu'à la réforme agraire. Le site de la branche de la famille von Knoblauch-Pessin avec le premier hufen 
à Buschow par le chapitre cathédral de Brandebourg date du 3 juin 1522. Buschow se compose spécifiquement de deux biens. Une propriété issue d'une propriété dite ancienne, un fief. Il y a aussi sur place un domaine allodial, un domaine libre.
Le village de Paulinenaue doit son nom au capitaine et propriétaire terrien prussien Friedrich Wilhelm von Knoblauch (1798-1852) et surtout à son épouse Pauline von Bardeleben (1811-1884). Sa fille Pauline von Knoblauch épouse Wolf von Bredow (de). « Si l'on dit des Bredows qu'il y a un Bredow derrière chaque buisson du pays de l'Havel, alors on peut aussi affirmer avec certitude qu'il y a un Knoblauch derrière chaque Bredow. La propriété des manoirs du pays de l'Havel montre qu'outre les Bredow, les mêmes propriétés appartiennent aux Knoblauch à d'autres époques ". (Source : Ketziner Heimatverein à propos du lieu Knoblauch)
Les Knoblauch sont , comme il sied à leur statut, actifs dans l'Ordre de Saint-Jean et avant de suivre une formation pour devenir agriculteurs ou comme officiers, ils sont pour la plupart élèves de l'Académie de chevalerie de la cathédrale de Brandebourg, qui est si traditionnelle pour la vieille noblesse brandebourgeoise,

## Armes
En noir, en partie en rouge, trois (2, 1) bulbes d'ail argentés. Sur le casque recouvert de noir et d'argent se trouve un bulbe d'ail argenté vertical, auparavant trois côte à côte.

## Familles homonymes
La famille aristocratique von Knoblauch décrite ici ne doit pas être confondue avec les deux autres familles aristocratiques allemandes.
- Knoblauch zu Hatzbach (de) de Hesse
- Knobloch du margraviat de Misnie,
- la famille patricienne de Francfort Knoblauch (de)
- la famille autrichienne Knobloch von Südfeld, chevalerie autrichienne, en 1883.